# Нью-Міддлтаун (Огайо)
Нью-Міддлтаун (англ. New Middletown) — селище (англ. village) в США, в окрузі Магонінґ штату Огайо. Населення — 1507 осіб (2020).

## Географія
Нью-Міддлтаун розташований за координатами 40°57′56″ пн. ш. 80°33′30″ зх. д. / 40.96556° пн. ш. 80.55833° зх. д. (40.965546, -80.558322).  За даними Бюро перепису населення США в 2010 році селище мало площу 2,27 км², з яких 2,26 км² — суходіл та 0,00 км² — водойми.

## Демографія
Згідно з переписом 2010 року, у селищі мешкала 1621 особа в 707 домогосподарствах у складі 492 родин. Густота населення становила 715 осіб/км².  Було 741 помешкання (327/км²).
Расовий склад населення:
| - 98,8 % — білих - 0,1 % — чорних або афроамериканців - 0,1 % — азіатів |

До двох чи більше рас належало 0,6 %. Частка іспаномовних становила 1,7 % від усіх жителів.
За віковим діапазоном населення розподілялося таким чином: 19,6 % — особи молодші 18 років, 59,1 % — особи у віці 18—64 років, 21,3 % — особи у віці 65 років та старші. Медіана віку мешканця становила 47,0 року. На 100 осіб жіночої статі у селищі припадало 81,7 чоловіків;  на 100 жінок у віці від 18 років та старших — 80,7 чоловіків також старших 18 років.
Середній дохід на одне домашнє господарство  становив 50 081 долар США (медіана — 40 583), а середній дохід на одну сім'ю — 58 730 доларів (медіана — 53 281). Медіана доходів становила 41 908 доларів для чоловіків та 37 063 долари для жінок. За межею бідності перебувало 12,7 % осіб, у тому числі 25,0 % дітей у віці до 18 років та 6,3 % осіб у віці 65 років та старших.
Цивільне працевлаштоване населення становило 770 осіб. Основні галузі зайнятості: освіта, охорона здоров'я та соціальна допомога — 27,4 %, виробництво — 15,1 %, роздрібна торгівля — 13,6 %.